# فیلادلفیا رول

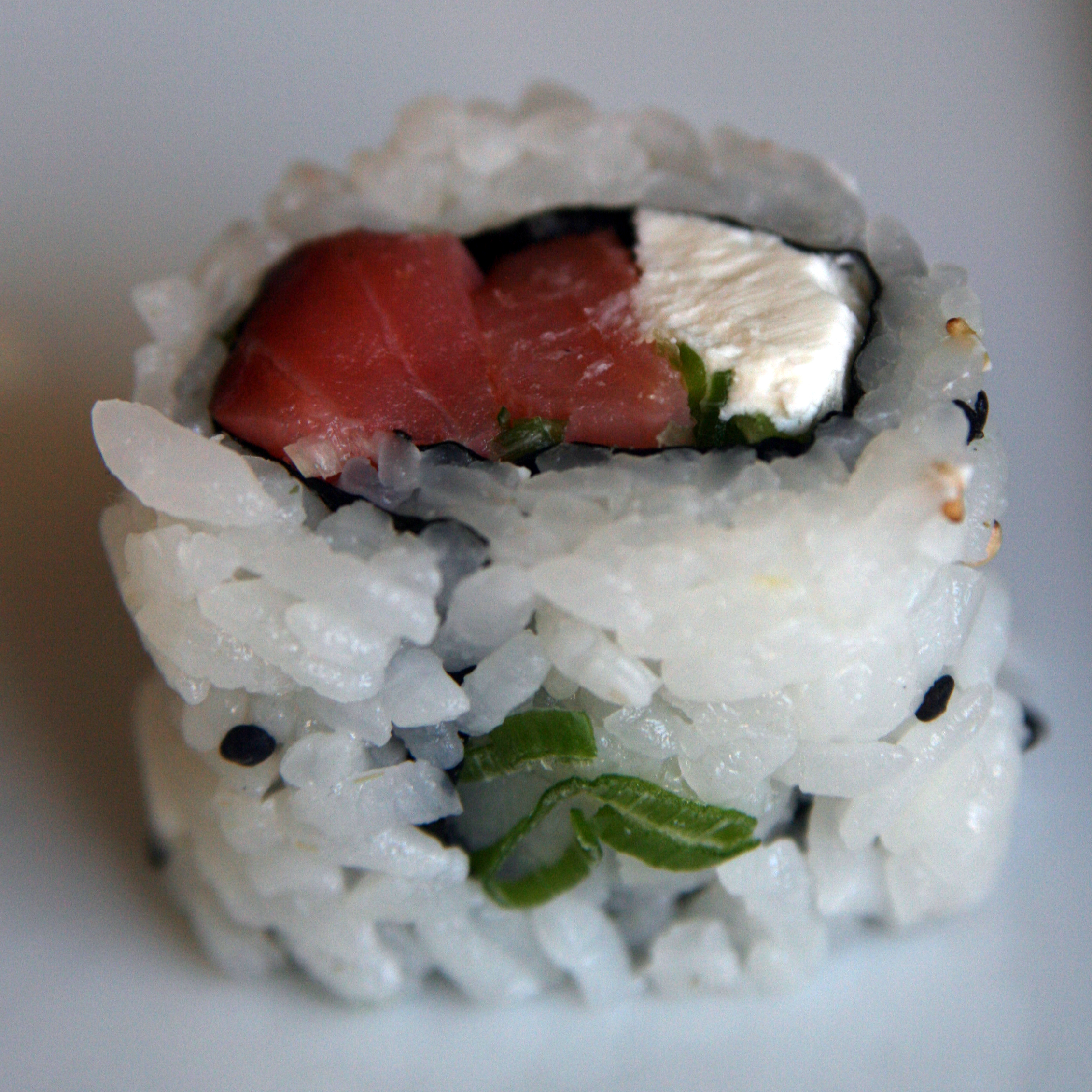
فیلادلفیا رول

فیلادلفیا رول (به انگلیسی: Philadelphia Roll) یکی از سوشیهای که در آمریکا ابداع شده‌است. در این نوع سالمون دودی به همراه پنیر خامه‌ای (بخصوص پنیر فیلادلفیا) بکار می‌رود. به غیر از سالمون دودی، سالمون خام یا نوع دیگر پنیر نیز ممکن است، بکار رود. این نوع سوشی از نوع پشت‌به‌رو یا اوراماکی است بدین معنی که جلبک نُوری بجای اینکه مانند شکل سنتی آن در خارج مواد قرار بگیرد، در داخل قرار گرفته و برنج بر روی آن قرار دارد. از مواد دیگری مانند خیار، آواکادو و تره‌فرنگی نیز ممکن است در تهیهٔ آن استفاده بشود.